# 敏魮
敏魮（学名：Barbus calidus）為輻鰭魚綱鯉形目鯉科的一個種。被IUCN列為次級保育類動物，分布於非洲南非開普敦西部，體長可達8.2公分，棲息在水深且清澈的水域，屬肉食性，以昆蟲為食，繁殖期在夏季。